# Canton de Toulouse-12
Le canton de Toulouse-12 est une ancienne division administrative française de l’arrondissement français de Toulouse, située dans le département de la Haute-Garonne et la région Midi-Pyrénées et faisait partie de la quatrième circonscription de la Haute-Garonne depuis le redécoupage de 2010.

## Histoire
Le canton a été coupé en deux en 1998 pour créer le canton de Tournefeuille

## Composition
Le canton de Toulouse-12 était composé d'une fraction de la commune de  Toulouse.
Quartiers de Toulouse inclus dans le canton :
- Bellefontaine
- Mirail-Université
- La Reynerie
- Les Pradettes
- Saint-Simon
- Lardenne

## Administration
| Période | Période | Identité              | Étiquette | Qualité                                                                                                   |
| ------- | ------- | --------------------- | --------- | --- |
| 1973    | 1992    | Bernard Audigé        | PS        | Viticulteur Maire de Tournefeuille de 1969 à 1997                                                         |
| 1992    | 1998    | Françoise de Veyrinas | UDF       | Députée (1993-1995) Secrétaire d'Etat (mai 1995-nov 1995) Adjointe au maire de Toulouse (1983-2008)       |
| 1998    | 2011    | Claude Touchefeu      | PS        | Institutrice Adjointe au Maire de Toulouse (2008-2014) Suppléante de la députée Hélène Mignon (2002-2007) |
| 2011    | 2015    | Zohra El Kouacheri    | PS        | Secrétaire, militante associative                                                                         |

Canton faisant partie de la quatrième circonscription de la Haute-Garonne.

## Démographie
| 1975 | 1982 | 1990   | 1999   | 2006   | 2011   | 2012   |
| ---- | ---- | ------ | ------ | ------ | ------ | ------ |
| -    | -    | 38 270 | 42 892 | 49 155 | 45 878 | 46 111 |